# Еглич, Антон Бонавентура
Антон Бонавентура Еглич (словен. Anton Bonaventura Jeglič, 29.05.1850 г., Австро-Венгрия — 1.07.1937 г., Любляна, Югославия) — католический прелат, епископ Любляны с 24 марта 1898 года по 17 мая 1930 год, словенский общественный деятель.

## Биография
После изучения теологии Антон Бонаветнура Еглич 27 июля 1873 года был рукоположён в священника, после чего продолжил своё обучение в Вене. После возвращения на родину Антон Бонавентура Еглич был капелланом в женской тюрьме. Позднее изучал теологию в Италии и Германии, после чего был преподавателем в люблянской семинарии, профессором и вице-ректором. В конце 1881 г., по просьбе  архиепископа Врхбосны Йосипа Стадлера, Еглич приехал в Сараево, где прослужил каноником вплоть до 1898 года. В период службы в Боснии Еглич подписывал своё имя по-хорватски: Antun Jeglić.

13 августа 1897 года Римский папа Лев XIII назначил Антона Бонавентуру Еглича титулярным епископом Сиунии и вспомогательным епископом архиепархии Врхбосны. 12 сентября 1897 года состоялось рукоположение Антона Бонавентуры Елича в епископа, которое совершил архиепископ Врхбосны Йосип Стадлер. 24 марта 1898 года был назначен епископом Любляны.
Антон Бонавентура Еглич активно занимался общественной и просветительской деятельностью среди словенцев в период с 1898 по 1930 год. По его инициативе была издана первая полная словенская грамматика. Он же содействовал учреждению первой полноценной словенской гимназии в люблянском предместье Шентвиде (Šentvid).
В 1899 г., по приказу Еглича, был скуплен и сожжён почти весь тираж книги стихов Ивана Цанкара «Эротика».

Еглич имел большой авторитет среди членов Католической народной партии (Katoliško narodno stranko, SLS). В годы Первой мировой войны Антон Бонавентура Еглич занял резко-антисербскую позицию. Выступая 11 августа 1914 года перед солдатами-словенцами, он восклицал: 
Итак, вперед! С вами Бог, идите вперёд с вашими великими полководцами, к блестящей победе!
В марте 1917 года Еглич призвал к расширению автономии Словении и других национальных земель Австро-Венгрии. Он отмечал, что большое влияние на югославянские нации оказало программное положение Временного правительства России о предоставлении народам права на самоопределение. Вскоре он поддержал Майскую декларацию Антона Корошеца.
17 мая 1930 года Антон Бонавентура Еглич вышел в отставку и был назначен Святым Престолом титулярным архиепископом Гареллы (Gornji Grad). Выступал в своих циркулярах с критикой югославского школьного закона.
В 1932 г. переведён в Стично (Stično).
Скончался 1 июля 1937 года в Любляне. Незадолго до смерти, 29 июня 1937 г., Еглич произнёс речь против безбожия и коммунизма.